# Hoz de Beteta
La Hoz de Beteta es un cañón fluvial de la Serranía de Cuenca situado en el norte de la provincia de Cuenca, entre las muelas de Carrascosa y del Palancar o de San Cristóbal en los términos municipales de Beteta, Cañizares y Carrascosa, con una extensión de 804,41 hectáreas. Tiene aproximadamente seis kilómetros de acantilados con más de 80 metros de altura, excavados en la roca por el río Guadiela.
Fue declarado Monumento Natural con el nombre de Hoz de Beteta y Sumidero de Mata Asnos por decreto 23/2004 de 02-23-2004 de la consejería de Medio Ambiente de Castilla-La Mancha.
Otro elemento destacable por su singularidad y belleza dentro del Monumento Natural es el sumidero de Mata Asnos, situado a unos 3 km al oeste de la hoz. Se trata de una cavidad que recoge las aguas de un pequeño arroyo y recorre más de 4 km.

## Flora
Al pie de los cantiles, en las zonas más umbrosas y en las riberas del río Guadiela se encuentran agrupaciones de tilos y avellanos. También se encuentran rodales de olmos de montaña, arces, mostajos y tejos, estos calificados en estado de vulnerables. En las paredes rocosas y zonas más elevadas se encuentran pinos salgareños, especie que es la predominante en la Hoz, quejigos y sabinas.

## Fauna
La nutria habita en la hoz y está considerada como especie vulnerable. El gato montés, la gineta y el tejón entre los carnívoros y el ciervo y el jabalí también viven o son visitantes de esta zona.
Tienen especial importancia las cuevas y simas de la zona por ser el hábitat de numerosos quirópteros, siendo un área de invernada para el murciélago mediterráneo de herradura y para el murciélago grande de herradura.
En las cornisas de los acantilados anidan los buitres leonados y también el águila culebrera, el ratonero y el águila calzada.